# Laguna del Sauce
La Laguna del Sauce está ubicada en Uruguay, dentro del departamento de Maldonado. Se encuentra aproximadamente a unos 15 km de Punta del Este en línea recta.
La laguna tiene 12 km de largo en su punto más largo y 6 km en su punto más ancho (mirando desde el sur), además la laguna tiene un brazo que sale del sudoeste de esta y se extiende hacia el oeste por aproximadamente 4,5 km subiendo suavemente hacia el norte. Tiene 5.500 ha, o 70 km², convirtiéndose así en la reserva de agua dulce más extensa dentro del departamento de Maldonado. Su profundidad alcanza los 6 metros y medio en las orillas y 14 metros en el centro. El Arroyo El Potrero lleva agua hacia el Río de la Plata.
A la orilla sur de esta laguna se encuentra ubicado el Aeropuerto Internacional Laguna del Sauce, como su nombre lo indica.
La laguna también está rodeada por varios cerros, como por ejemplo, Aconcagua, El Escondido, Las Cumbres, El Cerro de la Gloria y los Cerros de los Zorros, pudiéndose divisar también la Sierra de las Ánimas y el Cerro Pan de Azúcar.

Laguna del Sauce, Uruguay

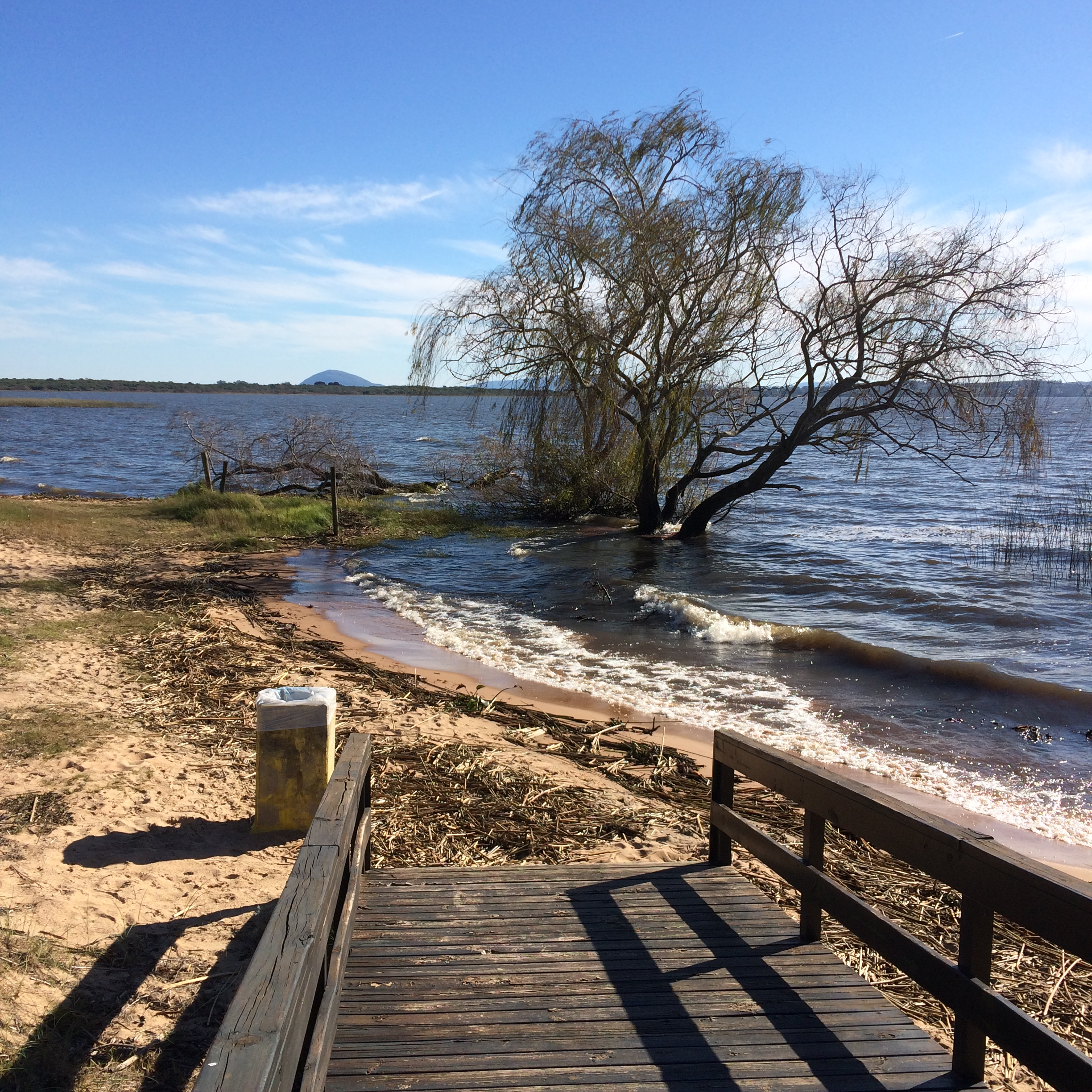
Laguna del sauce 2

## Deportes

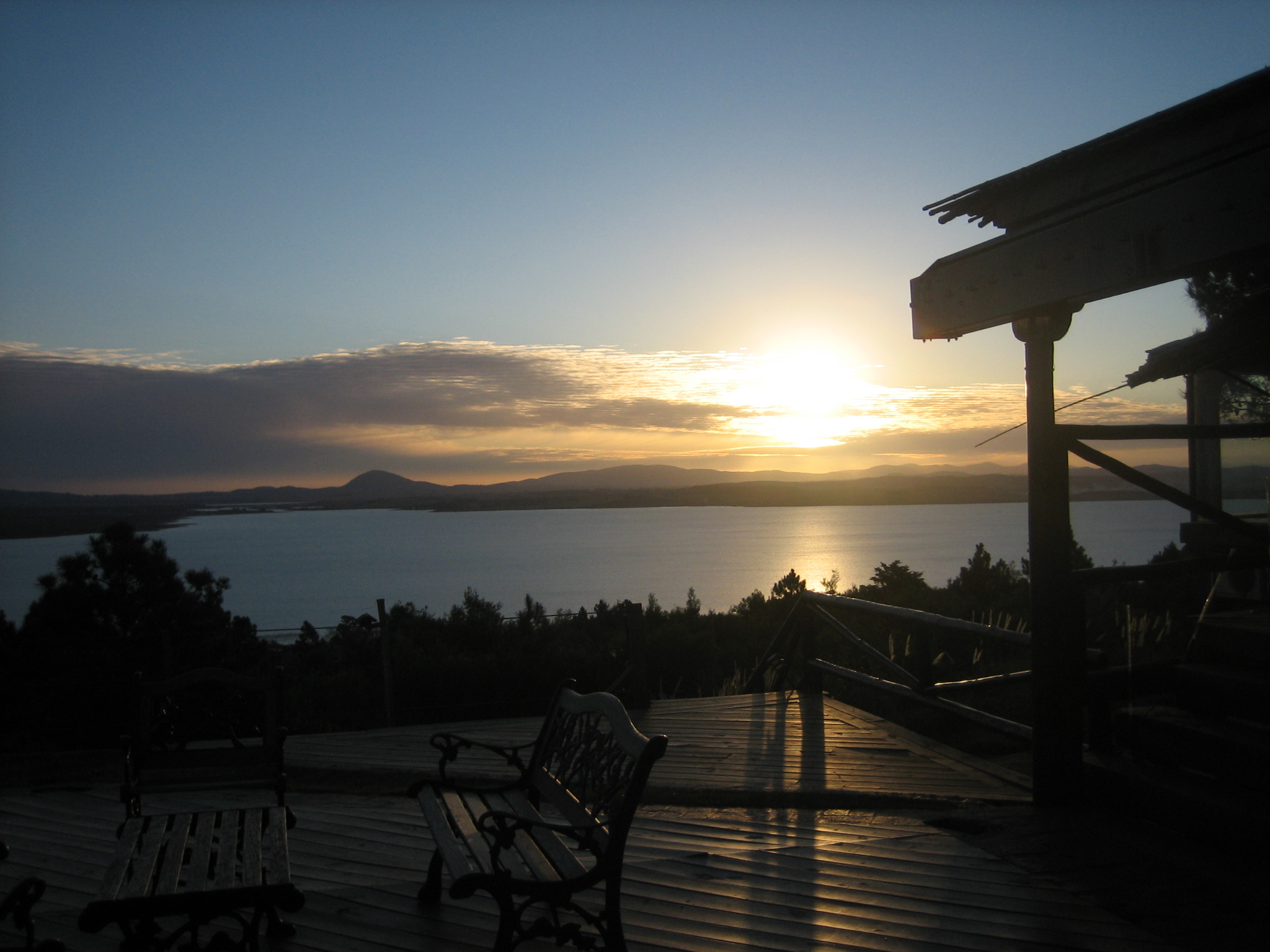
Atardecer en la Laguna del Sauce desde Cumbres.

Se pueden practicar deportes náuticos y también la pesca, si bien no están permitidos los deportes náuticos impulsados a motor. Se pueden llegar a ver en tardes, cuando no hay demasiada gente en las playas de la laguna sobre todo algunas lanchas y también motos de agua, pero no es lo habitual.

## Ordenamiento Territorial
En el año 2015 se desarrolló el Plan de Ordenamiento Territorial para la protección de la cuenca, basado en estudios de la academia y técnicos. 
El Instituto Sudamericano para Estudios sobre Resiliencia y Sostenibilidad (SARAS), en el 2018 otorga aportes para la rehabilitación de la Laguna del Sauce y el ordenamiento territorial de su cuenca. Estas investigaciones contienen los procesos de eutrofización en la laguna, los principales usos del suelo y tendencias en el territorio, el ordenamiento y planificación territorial en el contexto de la "Gestión Integrada de Cuencas", los avances, desafíos y oportunidades en el actual sistema de gobernanza. 

El 24 de julio de 2025 fue presentado al público el Plan de Ordenamiento Territorial y Desarrollo Sostenible para la Laguna del Sauce, con la trayectoria, principales características y aspectos más relevantes. 